# Gayella
Gayella (лат.) — род цветочных ос (Masarinae) из семейства складчатокрылых ос (Vespidae). Эндемики Неотропики. 6 видов обнаружены только в трёх странах Южной Америки, в Аргентине, Боливии и Чили.

## Описание
Небольшие стройные осы с узким стебельком между грудкой и брюшком. Клипеус спереди двувыемчатый. Пронотум с одной поперечной бороздкой. Последний тергит брюшка широко окаймлённый, апикально с двумя шипиками. Заднее крыло с полностью развитой дискоидальной жилкой. Анальная лопасть заднего крыла маленькая, округлая или овальная, более чем вдвое меньше длины субмедиальной ячейки. Коготки зубчатые.
Одиночные осы. Питаются нектаром и пыльцой цветковых растений; в отличие от пчёл, пыльцу переносят в зобу.

## Систематика
Внутри рода выделяют две монофилетические группы видов, с одной стороны, это Gayella eumenoides group (включает два вида — Gayella eumenoides и Gayella araucana), а с другой — Gayella mutilloides group (включает 4 вида — Gayella luispenai, Gayella mutilloides, Gayella patagonica, Gayella reedi). Первый вид рода, как и сам род, были открыты и впервые описаны в 1851 году итальянским энтомологом Максимилианом Спинолой.
- Gayella araucana Willink, 1956[5] — Чили
- Gayella eumenoides Spinola, 1851[1] — Чили
- Gayella luispenai Willink & Ajmat, 1979[6] — Аргентина, Боливия
- Gayella mutilloides de Saussure, 1854 — Аргентина, Чили
- Gayella patagonica Willink, 1956[5] — Аргентина, Чили
- Gayella reedi Willink, 1963[7] — Чили